# 榎本泰貴
榎本 泰貴（えのもと たいき、2007年2月4日 - ）は、日本の子役。劇団東俳東京校に所属していた。身長128cm。

## 出演

### 映画
- すべては君に逢えたから（2013年、ワーナー・ブラザース映画）

### テレビ
- 早海さんと呼ばれる日 第8話（2012年、フジテレビ）
- PRICELESS〜あるわけねぇだろ、んなもん!〜 第6話（2012年、フジテレビ） - 大屋敷巌（幼少期） 役
- 生きたい たすけたい（2014年、NHK）

### 舞台
- 二十四の瞳（前進座劇場） - 大吉（幼少期） 役

### CM
- 三井不動産リアルティ・『リバーサイド・カフェ』サンデー スペシャル - 麻倉良介 役
- 東京ガス

### ラジオ
- NISSAN あ、安部礼司〜BEYOND THE AVERAGE（TOKYO FM） - 安部永太 役